# Partit Popular (Ucraïna)
El Partit Popular (ucraïnès Народна Партія Narodna Partiya, NP) és un partit polític d'Ucraïna, fundat el 1996 com a Partit Agrari d'Ucraïna (ucraïnès Аграрна партія України), i dirigit per Volodímir Lytvin.
Es presentà a les eleccions al Parlament d'Ucraïna de 1998 i va obtenir dos escons. A les eleccions al Parlament d'Ucraïna de 2002 formà part de la coalició Per Ucraïna Unida, que va obtenir 102 escons de 450. A les eleccions al Parlament d'Ucraïna de 2006 formà part del Bloc Popular Litvín, que va obtenir el 2,44% dels vots i cap escó. A les eleccions al Parlament d'Ucraïna de 2007 formà part novament del Bloc Litvín, que va obtenir 20 escons.